# 斯捷波韋 (布拉特西克區)
48°1′31″N 31°28′49″E / 48.02528°N 31.48028°E
斯捷波韋（烏克蘭語：Степове），是烏克蘭南部的村莊，隸屬尼古拉耶夫州的沃茲涅先斯克區。該村面積0.15平方公里，海拔高度182米，2001年人口125，人口密度每平方公里822.4人。